# NGC 6496
NGC 6496 é um aglomerado globular na direção da constelação de Escorpião. Foi descoberto pelo astrônomo escocês James Dunlop em 1826. Devido a sua moderada magnitude aparente (+8,6), pode ser visto até mesmo com bons binóculos ou equipamentos maiores.